# 탕종

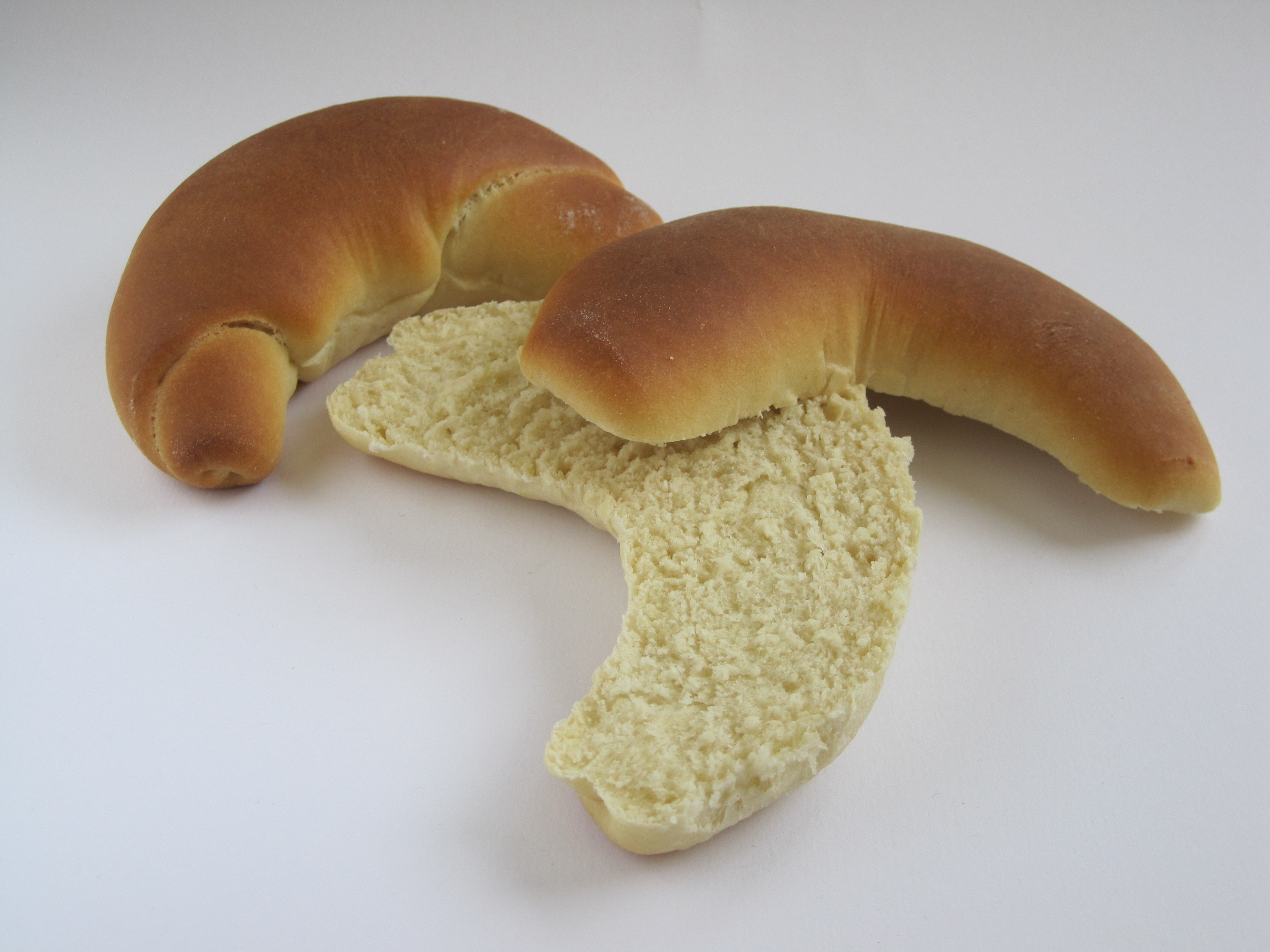
탕종으로 만든 우유빵

탕종(湯種, 탕중)은 밀가루를 물이나 우유에 넣어 65°C( 149°F) 이상 끓인 페이스트이다. 빵의 질감을 개선하고 노화시키는 데 걸리는 시간을 늘리는 데 사용된다.
탕종은 빵의 밀 전분을 안정화시켜 노화의 주된 원인인 재결정을 방지하는 젤이다.

## 기술
탕종의 경우 밀가루는 액체에서 65°C(149°F)로 조리되어 전분이 젤라틴화된다. 젤라틴화된 탕종은 일반적으로 적당한 온도에서 사용되며 베이킹하는 동안 약간 더 큰 상승에 기여하는 것으로 보인다.
젤라틴화된 밀가루는 일반적으로 결정화되어 오래된 빵을 만드는 경향이 있는 일반 빵 반죽보다 더 안정적이다. 빵을 가공하는 탕종 블록이 더 오래 보관되기 때문이다.

## 같이 보기
- 루 (음식)